# أندري لونين
أندري لونين (بالأوكرانية: Андрій Олексійович Лунін)، (مواليد 11 فبراير 1999) هو لاعب كرة قدم أوكراني يلعب كحارس مرمى مع ريال مدريد الإسباني ومنتخب أوكرانيا.

## مسيرته الكروية

### ريال مدريد
في 19 يونيو 2018، توصل ريال مدريد إلى اتفاق مع زوريا لوهانسك للتوقيع مع لونين في صفقة قدّرت بقيمة 8.5 مليون يورو بالإضافة إلى 5 ملايين كإضافات. في 22 يونيو 2018، وقع لونين عقدا لمدة ست سنوات مع النادي الإسباني.

## الإحصائيات
آخر تحديث 14 أغسطس 2018.
| النادي        | الموسم   | الدوري | الدوري  | الكأس  | الكأس   | أوروبا | أوروبا  | المجموع | المجموع |
| النادي        | الموسم   | الظهور | الأهداف | الظهور | الأهداف | الظهور | الأهداف | الظهور  | الأهداف |
| ------------- | -------- | ------ | ------- | ------ | ------- | ------ | ------- | ------- | ------- |
| دنيبرو        | 2016–17  | 22     | 0       | 3      | 0       | 0      | 0       | 25      | 0       |
| زوريا لوهانسك | 2017–18  | 29     | 0       | 1      | 0       | 6      | 0       | 36      | 0       |
| ريال مدريد    | 2018–19  | 0      | 0       | 0      | 0       | 0      | 0       | 0       | 0       |
| الإجمالي      | الإجمالي | 51     | 0       | 4      | 0       | 6      | 0       | 61      | 0       |

## الإنجازات
ريال مدريد
- الدوري الإسباني: 2021–22،[6] 2023–24[7]
- كأس السوبر الإسباني: 2021–22،[8] 2023–24[9]
- دوري أبطال أوروبا: 2021–22،[10] 2023–24[11]
- كأس السوبر الأوروبي: 2022،[12] 2024[13]
- كأس العالم للأندية: 2022[14]

منتخب أوكرانيا تحت 20 سنة
- كأس العالم تحت 20 سنة لكرة القدم: 2019[15]

الفردية
- جائزة الموهبة الذهبية في أوكرانيا[الإنجليزية]: 2017
- القفاز الذهبي في كأس العالم تحت 20 سنة: 2019[16]

## وصلات خارجية
- أندري لونين على موقع الاتحاد الأوربي (الإنجليزية)
- أندري لونين على موقع اتحاد أوكرانيا (الإنجليزية)
- أندري لونين على موقع إي إس بي إن إف سي (الإنجليزية)
- أندري لونين على موقع قاعدة بيانات كرة القدم.إي يو (الإنجليزية)
- أندري لونين على موقع ليكيب (الفرنسية)
- أندري لونين على موقع ناشيونال فوتبول تيمز (الإنجليزية)
- أندري لونين على موقع Soccerbase.com (لاعب) (الإنجليزية)
- أندري لونين على موقع Soccerway.com (الإنجليزية)
- أندري لونين على موقع عالم كرة القدم.نت (الإنجليزية)
- أندري لونين على موقع AS.com (الإسبانية)